# Ямасина-но-мия Акира
Принц Акира из линии Ямасина (яп. 山階宮 晃親王 Ямасина-но-мия Акира синно:,  22 октября 1816, Киото - 17 февраля 1898, Токио) — 1-й глава дома Ямасина-но-мия, представитель одной из младших ветвей японской императорской фамилии.

## Ранняя жизнь
Принц Акира родился в Киото. Старший сын принца Фусими Кунииэ (1802—1872), 20-го главы ветви Фусими-но-мия (1817—1848), старейшей из четырёх линий императорского дома.
Принц Акира был сводным братом принца Куни Асахико, принца Китасиракавы Ёсихисы, принца Фусими Саданару и принца Канъина Котохито.

## Буддийский священник
С раннего возраста принца Акира готовился к карьере буддийского священника, традиционного карьерного пути для младших сыновей синнокэ в период Эдо. В возрасте двух лет он был официально утверждён императором Кокаку (1779—1817) в качестве потенциального наследника.
Принц Акира принял монашеский постриг и стал священником под именем Сайхан Хосинно. Позднее он был назначен настоятелем храма Кадзю-дзи в Ямасине, за пределами Киото. В 1842 году бакуфу лишило его поста и заключило его в храм То-дзи. В 1864 году принц Акира был восстановлен в прежней должности настоятеля храма Кадзю-дзи. Однако, с ростом движения противников сёгуната Токугава в годы, предшествовавшие Реставрации Мэйдзи, император Комэй вернул в политическую жизнь, признал принца в качестве своего потенциального наследника, и создал для него титул «Ямасина-но-мия», как новую боковую линию императорского дома в 1858 году.

## Период Мэйдзи
После Реставрации Мэйдзи принц Ямасина Акира вошёл в состав нового правительства в качестве дипломата, содействовал открытию города Кобе для внешней торговли и проведения встреч с иностранными сановниками и знатью. Он был одним из нескольких имперских принцев, отказавшихся поступать на военную службу.

## Брак и семья
Принц Ямасина Акира женился на принцессе Сумико (1838—1881), дочери императора Нинко и сестре императора Комэя. Принцесса Сумико в 1863 году возглавила дома Кацура-но-мия после смерти 11-го главы дома, принца Кацуры Мисахито. Супруги не имели детей.
У принца Ямасины Акиры был единственный сын, принц Ямасина Кикумаро (3 июля 1873 — 2 мая 1902), родившийся от наложницы Накадзё Тиэко. После смерти своего отца в 1898 году Ямасина Кикумаро стал вторым главой дома Ямасина-но-мия.